# رداح (اسم)
رداح هو اسم علم مؤنث من أصل عربي، ومعناه هو هي الفروع الأغصان.

## الأصل اللغوي
1. رَداح: (اسم)
  - الجمع : رُدُحٌ
  - دَوْحَةٌ رَدَاح: عظيمة
  - امرأَة رَدَاحٌ: ضخمةُ الرِّدْفِ سمينةُ الأَوْراك
  - كتيبةٌ رَدَاحٌ: كثيرةٌ جَرَّارة
  - كبشٌ رداح: ضخمُ الأَلْيَة
  - بيتٌ رَدَاحٌ: واسع
  - جملٌ رداحٌ: ثقيل الحِمْل
  - فتنةٌ رداح: ثقيلةٌ عظيمة
2. أَردَاح: (اسم)
  - أَردَاح : جمع رَدح

## وصلات خارجية
- موسوعة السلطان قابوس لأسماء العرب نسخة محفوظة 5 أبريل 2019 على موقع واي باك مشين.